# Peter Ernstved Rasmussen
Peter Ernstved Rasmussen er en dansk journalist uddannet fra Syddansk Universitet i Odense i 2002. I dag driver han netmediet Olfi.
I 2008 modtog han sammen med journalist Kristoffer Pinholt Graverprisen af Foreningen for Undersøgende Journalistik (FUJ) for en artikelserie om en negativ medarbejderkultur blandt de ansatte i Kriminalforsorgen.
I 2019 fik han prisen for at have formået at afsløre en rådden kultur med nepotisme, embedsmisbrug og inhabilitet blandt de øverste chefer i Forsvaret og Forsvarsministeriet. “Peter Ernstved Rasmussen er et bevis for, at man kan opnå meget med ihærdighed og gammeldags journalistiske dyder”, skrev juryen blandt andet.
Han blev i januar 2022 idømt en tort-erstatning på 50.000 kr. til Copenhagen Global A/S og dennes ejer Jeppe Handwerk for i en artikel i Olfi at have antydet, at de skulle have været involveret i korruption i forbindelse med Forsvarets anskaffelse af jetski. Han var også anklaget for en række andre forhold med krav om hårdest mulig straf, men blev her frikendt. Dommen er anket.:1